# Акшокы (Маканчинский район)
Акшокы (каз. Ақшоқы) — село в Маканчинском районе Абайской области Казахстана. Административный центр Акшокинского сельского округа. Код КАТО — 636437100.

## Население
В 1999 году население села составляло 1320 человек (670 мужчин и 650 женщин). По данным переписи 2009 года, в селе проживали 1034 человека (517 мужчин и 517 женщин).